# Ентазис
Ентазис (на старогръцки: ἔντασις – „напрежение“) е леко ушерение или издутина на ствола (тялото) на колона или стълб. Създава се чрез кръгово, нелинейно стесняване на диаметъра на напречното сечение на колоната, обикновено от нейната долна трета или среда нагоре.
Според Витрувий в труда му „Десет книги за архитектурата“ (книга III, глава 3, т. 13), както издутините на стилобата и архитрава, така и ентазисът служат за оптично усъвършенстване на сградата, тя трябва да бъде „благоприятна“ за окото.

## Статика
При масивните колони, от статична гледна точка, базата на колоната трябва да има най-големия диаметър, тъй като там напрежението на натиска е най-голямо. От друга страна, при тънки колони центърът на колоната трябва да има най-голям диаметър, тъй като там е най-голяма опасността от загуба на устойчивостта и пречупване. Ентазисът може да се разглежда като комбинация от тези два принципа на дизайна, т. е.  диаметърът е най-голям в основата на колоната и първоначално намалява само бавно до средата на колоната, но след това все по-бързо. Вероятно обаче не е известно дали освен естетиката, статичните съображения също са играли роля в класическите сгради.

## История

### Праистория
Още някои от ранните големи менхири в Бретан показват видимо удебеляване в участъка около 3 до 4 м височина. Причините за това са неясни, но естетическите съображения може да са изиграли роля.

### Античност
Ентазисът се среща предимно в храмове от архаичния и класическия период, както от дорийския, така и от йонийския ордер. Той е най-силно изразен във великогръцките храмове в Южна Италия и Сицилия.
В елинистическите сгради обикновено не се срещат ентазиси. Въпреки това, понякога все пак ги е имало и е можело да са приложени в колони от коринтския ордер. Хермоген използва в началото на II век пр.н.е. eнтазиси при колоните на неговите храмови сгради. Древни архитектурни чертежи на дизайна на ентазиси са запазени в Дидима близо до Милет.
В римската архитектура от императорския период ентазисът обикновено вече не се изпълнява като равномерна дъговидна изпъкнатина, а по-скоро стволът на колоната е мислено разделен на две линейно стесняващи се части и само допирната точка в средата е заоблена.

### Средновековие и Ренесанс
През Средновековието и дори в ренесансовата архитектура колоните с ентазис са изключително редки. В Южна Франция, в ранната романска църква на абатството Сен Мартен дю Канигу, има монолитни колони с ентазис.
Леон Батиста Алберти описва около средата на XV век, как се създава ентазис, а Андреа Паладио обяснява по-прост метод.
- Дорийски колони на храма на Атина в Пестум, Италия
- Църква на абатството Saint-Martin du Canigou, колони с ентазис
- Колони с ентазис в храмовия комплекс „Ситенно-дзи“, Япония